# Eupompha decolorata
Eupompha decolorata är en skalbaggsart som först beskrevs av Horn 1894.  Eupompha decolorata ingår i släktet Eupompha och familjen oljebaggar. Inga underarter finns listade i Catalogue of Life.